# Beltrami TSA Tre Colli
Das Team Beltrami TSA Tre Colli ist ein italienisches Radsportteam mit Sitz in Reggio Emilia.

## Organisation und Geschichte
Das Team wurde zur Saison 2016 als Amateur-Team gegründet, seit 2019 ist es im Besitz einer Lizenz als UCI Continental Team. Im Team sind ausschließlich U23-Fahrer, die an Rennen der UCI Continental Circuits und des nationalen Kalenders teilnehmen. Hauptsponsor ist seit Gründung des Teams der Sportfachhändler Beltrami TSA.
Die bisher einzigen internationalen Erfolge erzielte für das Team Thomas Pesenti in der Saison 2022 beim Giro del Medio Brenta und beim GP Slovakia im Rahmen des Visegrád 4 Bicycle Race. Zu den ehemaligen Mitgliedern des Teams, die den Sprung zu einem UCI WorldTeam schafften, gehören Lorenzo Milesi, Filippo Baroncini und Davide De Pretto.

## Erfolge pro Saison
| Rennserie                 | 2019 | 2020 | 2021 | 2022 | 2023 | 2024 |
| ------------------------- | ---- | ---- | ---- | ---- | ---- | ---- |
| UCI ProSeries             | -    | -    | -    | -    | -    | -    |
| UCI Continental Circuits  | -    | -    | -    | 2    | -    | -    |
| nationale Meisterschaften | -    | -    | -    | -    | -    | -    |

## Platzierungen in der UCI-Weltrangliste
| World Ranking | World Ranking | World Ranking            | World Ranking |
| Jahr          | Teamwertung   | Einzelwertung            |               |
| ------------- | ------------- | ------------------------ | ------------- |
| 2019          | 186.          | Matúš Štoček (1579. )    |               |
| 2020          | 134.          | Matúš Štoček (870. )     |               |
| 2021          | 168.          | Nicolò Parisini (1992. ) |               |
| 2022          | 104.          | Thomas Pesenti (340. )   |               |
| 2023          | 169.          | Thomas Pesenti (984. )   |               |
| 2024          | 180.          | Nicola Rossi (1320. )    |               |
|               |               |                          |               |
| Quelle: UCI   |               |                          |               |